# Алентуй
Аленту́й (рос. Алентуй) — село у складі Петровськ-Забайкальського району Забайкальського краю, Росія. Входить до складу Малетинського сільського поселення.

## Населення
Населення — 129 осіб (2010; 121 у 2002).
Національний склад (станом на 2002 рік):
- росіяни — 100 %